# Eichwaldsiedlung (Külsheim)
Die Eichwaldsiedlung, auch Eichwald-Siedlung, ist ein Wohnplatz auf der Gemarkung des Külsheimer Stadtteils Steinfurt im Main-Tauber-Kreis im fränkisch geprägten Nordosten Baden-Württembergs.

## Geographie
Die Eichwaldsiedlung ist über die gleichnamige Straße Eichwaldsiedlung zu erreichen, die in Steinfurt von der Turmstraße abzweigt. In Steinfurt besteht ein Anschluss an die L 508.
Der Wohnplatz umfasst etwa zehn Gebäude. Davon befinden sich neun Gebäude in der Gemarkung von Külsheim-Steinfurt; ein Gebäude im Nordwesten der Siedlung ragt in die Gemarkung der Kernstadt Külsheim.

## Geschichte
Zumindest im ersten Drittel des 20. Jahrhunderts war die Ortslage nach dem Messtischblatt Nr. 6322 „Hardheim“ von 1935 noch völlig unbesiedelt.
Der Wohnplatz kam als Teil der ehemals selbständigen Gemeinde Steinfurt am 1. Januar 1975 zur Stadt Külsheim.